# Советский район (Красноярский край)
Советский район Красноярского края — бывший район Красноярского края в 1936—1963 гг. Административный центр — село Берёзовка.
Население: ок. 25 тыс. человек (на 1936)

## Административное деление
Включал следующие сельсоветы:
- Бахтинский сельсовет: Бахта, Осиновка
- Берёзовский сельсовет: Берёзовка
- Бирюсинский сельсовет: Бирюса
- Вознесенский сельсовет: Вознесенка
- Есаульский сельсовет: Есаулово
- Зыковский сельсовет: Зыково
- Маганский сельсовет: Маганск
- Овсянский сельсовет: Овсянка

## История
Советский район образован в 1936 разделением Красноярского района на Советский и Емельяновский. Районным центром становилось село Берёзовка. Причём в Советский район вошла часть земель левобережья Красноярского края вплоть до р. Бирюсы. После возведения Красноярской ГЭС восточная часть Советского района оказывалась затопленной. Население переселяли в Дивногорск, Свищёво, Злобино (ныне Берёзовка) и др. В 1963 г. Крайисполкомом было принято решение об упразднении Советского района и присоединения его к Емельяновскому.

## Затопленные селения
Ныне данные территории находятся на территории городского округа Дивногорска.
- Бахта
- Бирюса
- Осиновка
- Почвенка
- Пустодомовка
- Серебрянка
- Таловка
- Тёплый ключ
- Шумиха